# Sankt Oswald bei Plankenwarth
Sankt Oswald bei Plankenwarth är en ort och kommun i Österrike. Den ligger i distriktet Graz-Umgebung i förbundslandet Steiermark,  150 km sydväst om huvudstaden Wien. 
Kommunen består av två orter (Ortschaften) (inom parentes invånarantal 1 januari 2024):
- Plankenwarth (530)
- Sankt Oswald bei Plankenwarth (748)